# LE-463
Es una carretera autonómica de segundo orden dependiente de la Junta de Castilla y León.
Tiene su inicio en la N-6 a la altura de San Román de Bembibre y su fin, tras 13,5 km, en la CL-631 en Toreno.
Es la principal conexión del suroccidente asturiano, Laciana y los valles altos del Sil y el Cúa con la A-6.

## Carriles adicionales
Desde la reforma realizada entre 2012 y 2013 se han habilitado carriles adicionales en las subidas.
En sentido Toreno hay uno en el PK 0,5 para salvar el alto que separa San Román de Rodanillo y otro desde el PK 3 al 4 para solventar la subida a la divisoria de cuencas del Boeza y el Sil.
En sentido San Román existe un único carril adicional, más largo al ser más fuerte el desnivel, entre el PK 9 y el 7.
En el PK 7 está el Alto de Santa Marina que con 900 msm contrasta con los 675 de Toreno y los 650 de Bembibre,.

## Conexiones
- En el PK 2, a la altura de Rodanillo, conecta con la carretera provincial (LE-5302) de Rodanillo por  Losada a Arlanza.

- En el PK 9 conecta con la carretera provincial (LE-5328) de acceso a Santa Marina del Sil.

- En el PK 12,5, en el barrio de Torenillo, conecta con la carretera provincial (LE-4306) de Toreno a Boeza

- En el PK 12,9, también en la travesía de Torenillo, conecta con la carretera provincial (LE-4304) de Toreno a Librán.

- En el PK 13,5 finaliza en la CL-631.